# Mariemont (Ohio)
Mariemont ist ein Village im Hamilton County im amerikanischen Bundesstaat Ohio, etwa 16 km östlich von Cincinnati. Die Ortschaft hat 3.518 Einwohner (Stand der Zählung von 2020). Im Juli 1979 wurden Teile des Ortes als Historic District mit der Bezeichnung Mariemont Historic District in das National Register of Historic Places eingetragen. Im März 2007 wurde dieser Schutzbezirk auf den gesamten Ort erweitert und erhielt als Village of Mariemont den Status eines National Historic Landmarks zuerkannt.

## Geschichte
Mariemont wurde 1920 bis 1925 als geplante Stadt durch die Philanthropin Mary Emery (1844–1927) gegründet und durch den Landschaftsarchitekten John Nolen (1869–1937) geplant und in Zusammenarbeit mit Charles Livingood (Assistent und Vertrauter von Emery) ausgeführt. Zu den Architekten, die von Nolen für den Entwurf der einzelnen Häuser ausgewählt wurden, gehörten u. a. Grosvenor Atterbury. Die Häuser sind in den Stilrichtungen Neo-Tudor, Neo-Kolonialstil und Neorenaissance gebaut. Heute sind noch 60 der Gebäude erhalten. Die Fläche von Mariemont besteht nach dem Plan Nolens zur Hälfte aus privaten Grundstücken mit Wohngebäuden, einem Viertel Straßenfläche und einem Viertel für öffentliche Flächen und Gebäude wie Parks und Kirchen.